# IC 1066
IC 1066  ist eine Spiralgalaxie vom Hubble-Typ Sab im Sternbild Virgo am Nordsternhimmel und ist schätzungsweise 71 Millionen Lichtjahre von der Milchstraße entfernt. 
Entdeckt wurde das Objekt am 28. Mai 1891 von Stéphane Javelle.